# O Enterro do Conde de Orgaz
O enterro do Conde Orgaz (em espanhol El entierro del Conde de Orgaz), obra fundamental de pintura a óleo El Greco (Domenikos Theotokopoulos, 1541-1614), no estilo maneirista, feita para a igreja de São Tomé, Toledo, na Espanha. A pintura ainda se encontra neste mesmo local onde se conserva e é uma das suas obras mais bem conseguidas e admiradas.
A obra situa-se no ponto médio do desenvolvimento artístico do pintor e foi encomendada pelo pároco de Santo Tomé, Andrés Núñez. O tema baseia-se numa lenda do século XIV, segundo a qual Santo Estêvão e Santo Agostinho desceram do céu para trasladar o corpo de Gonzalo Ruiz de Toledo, senhor da vila de Orgaz (província de Toledo), para o túmulo que este havia construído numa capela da referida paróquia. A pintura apresenta o alongamento característico das figuras de El Greco, bem como o horror vacui, ou seja, o medo do vazio, aspetos que se tornariam cada vez mais pronunciados à medida que o artista envelhecia. Estas características provinham do Maneirismo e do seu período veneziano, embora na composição se tenha deixado levar pelas suas origens bizantinas cretenses, sobretudo na parte superior da pintura.

## História

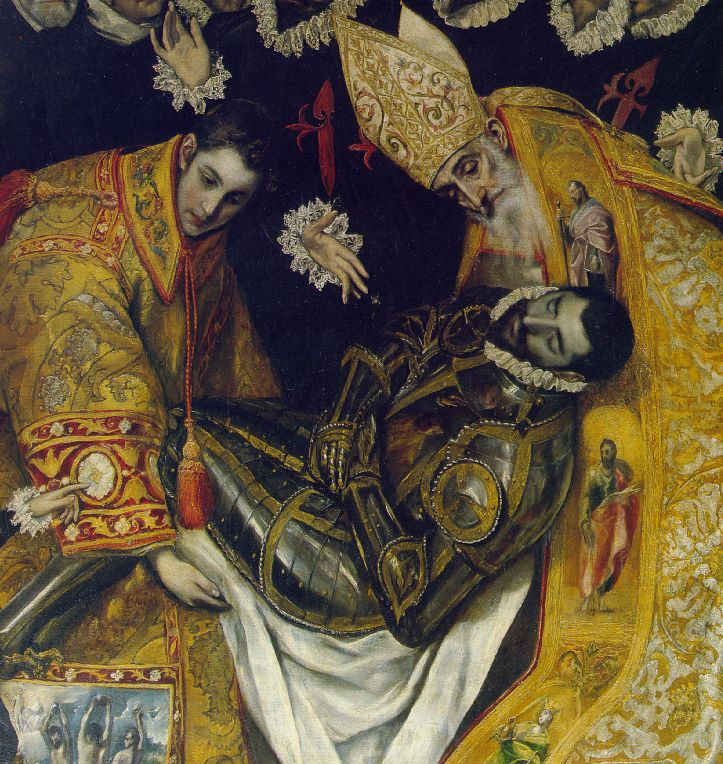
Pormenor com o senhor de Orgaz.

Gonzalo Ruiz de Toledo era senhor de Orgaz, pois a vila de Orgaz não foi condado até 1522. Foi um homem piedoso e benfeitor da paróquia de São Tomé, sendo a igreja reedificada e ampliada em 1300 às suas expensas.

Ao falecer, em 9 de dezembro de 1323 (outras fontes, em 1312) deixou no seu testamento uma exigência que deviam cumprir os vizinhos da vila de Orgaz: 
| “ | pague-se cada ano para o cura, ministros e pobres da paróquia 2 carneiros, 8 pares de galinhas, 2 odres de vinho, 2 cargas de lenha, e 800 maravedis | ” |

Passados mais de 200 anos, em 1564, o pároco da igreja de Santo Tomé,  Andrés Núñez de Madrid, advertiu o descumprimento por parte dos habitantes da localidade toledana a continuarem entregando os bens estipulados no testamento do seu Senhor e reclamou frente da chancelaria de Valladolid.
Aquando por fim ganhou o pleito, em 1569, e recebeu o retido (soma considerável pelos muitos anos não pagos), quis perpetuar para as gerações vindouras o conde, Senhor da vila de Orgaz encomendando o epitáfio em latim que se encontra aos pés do quadro, na que além do pleito empreendido pelo pároco relata o acontecimento prodigioso que aconteceu durante o enterro do Senhor de Orgaz, dois séculos antes.
Esta tradição que existia em Toledo narra que em 1327, quando se transladaram os restos do Senhor de Orgaz desde o convento dos agostinhos –próximo a São João dos Reis- à paróquia de Santo Tomé, o mesmo Santo Agostinho e Santo Estevão desceram do céu para colocar com as suas próprias mãos o corpo na sepultura, enquanto os admirados assistentes escutavam uma voz que dizia “Tal galardão recebe quem a Deus e aos seus santos serve”.
Para presidir a capela mortuária do Senhor de Orgaz, D. Andrés Núñez de Madrid, encarregou o trabalho a um pintor freguês, que naquele tempo vivia, de aluguer, a poucos metros dali, nas casas do Marquês de Villena.

A 15 de março de 1586 assinou-se o acordo entre o pároco, o seu mordomo e El Greco no que se fixava de jeito preciso a iconografia da zona inferior da tela, que seria de grandes proporções. Pontualizava-se da seguinte maneira : 
| “ | na tela tem-se de pintar uma procissão, (e) como o cura e os outros clérigos que estavam fazendo os ofícios para enterrar a D. Gonzalo Ruiz de Toledo senhor da Vila de Orgaz, e baixaram Santo Agostinho e Santo Estevão para enterrarem o corpo deste cavaleiro, um segurando-o da cabeça e o outro dos pés, deitando-o na sepultura, e fingindo ao redor muitas pessoas que estava olhando e em cima de tudo isto tem-se de fazer um céu aberto de glória ... | ” |

.
O pagamento far-se-ia após uma taxação, tendo recebido cem ducados de sinal, devendo acabá-lo por volta do Natal desse mesmo ano.
O trabalho alongou-se até finais de 1587 provavelmente para o aniversário do milagre e a festa de São Tomé. Numa primeira taxação, El Greco avaliou a sua obra em 1200 ducados, “sem a guarnição e o adorno” quantidade que pareceu excessiva ao bom e prático pároco (comparado com os 318 do “Espólio” e os 800 do “São Maurício” de El Escorial). Reclamou o pároco e visou a renegociar a rebaixa e dois novos pintores re-taxaram o enorme quadro em 1700 ducados. Frente do novo desastre, recorreram cura e mordomo, e o Conselho Arcebispal decidiu retornar ao primeiro preço. El Greco sentiu-se então agravado e ameaçou com apelar para o Papa e para a Santa Sé, mas aveio-se por causa das previsíveis dilações e custos processais; a 30 de maio de 1588, o conselho aceitou a renúncia do pintor a apelar e resolveu que a paróquia lhe abonasse os 1200 ducados, concertando-se a 20 de junho ambas as partes e saldando a dívida em 1590.

## Dimensão teológica do quadro

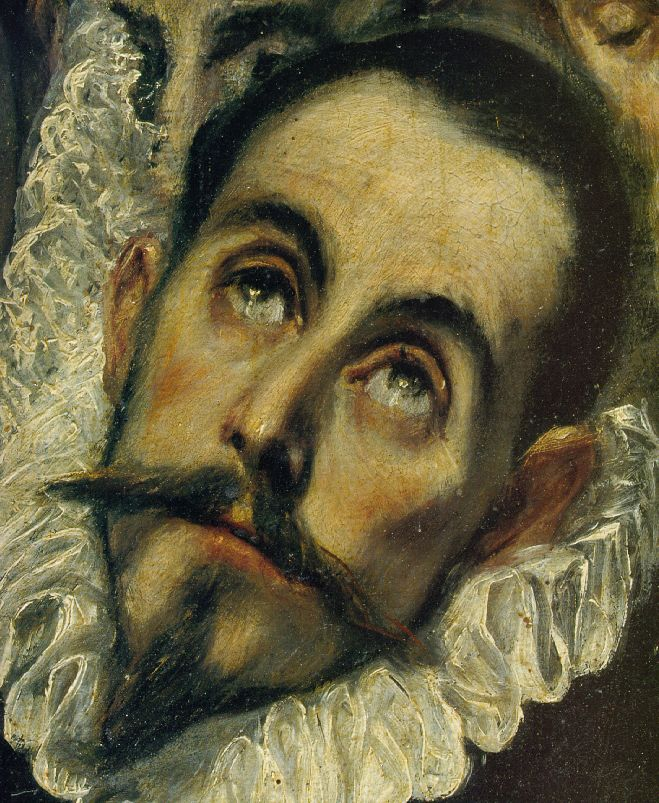
Pormenor do quadro.

O quadro representa as duas dimensões da existência humana: embaixo a morte, em cima o céu, a vida eterna. El Greco plasmou no quadro o  horizonte  da vida frente a morte, iluminado por Jesus Cristo.
Na parte inferior, o centro é ocupado pelo cadáver do senhor, que vem ser depositado com toda veneração e respeito no seu sepulcro. Para tão solene ocasião, baixaram os santos do céu: o bispo Santo Agostinho, um dos grandes pais da Igreja, e o diácono Santo Estevão, primeiro mártir de Cristo.
A este enterro, dois personagens principais, El Greco olha de frente, convidando-nos a entrar no mistério admirável que contemplam os nossos olhos, enquanto o seu filho assinala com o seu dedo para a personagem central.
Entre o céu e a terra, o laço de união é a alma imortal do senhor de Orgaz, figurada como um feto que é levado para o céu por mãos de um anjo, através de uma espécie de vulva materna que dará à luz a vida eterna do céu. A morte aparece bem como um parto para a luz eterna, na qual vivem os santos. Transe doloroso, mas cheio de esperança.
Na parte superior, o pintor descreve o céu, a vida feliz dos bem-aventurados. Aparece Jesus Cristo glorioso, luminoso, vestido de branco, entronizado como juiz de vivos e mortos, com misericórdia, como mostra o seu rosto sereno e a sua mão direita que manda no apóstolo Pedro, que abra as portas do céu para a alma do conde defunto.
A mãe de Jesus Cristo, a Virgem Maria, acolhe maternalmente a alma do senhor que chega até o céu. Neste parto à vida eterna, Deus confiou a Maria a tarefa de mãe.
Os bem-aventurados olham fascinados e adorantes para Jesus Cristo.
O conjunto do quadro convida à contemplação do mistério da morte. E até mesmo quando tem-se de traspassar o limiar da morte, não o faz em solitário, mas junto a ele para lhe ajudar está Jesus Cristo, redentor do homem, a sua Mãe, e todos os santos do céu.

## Os personagens
É seguro que El Greco utilizou a face das personagens da aristocracia da época para os imortalizar no "O Enterro", quer na parte terreal quer na celestial, coisa que é anacrônica porque o enterro ocorrera cerca de trezentos anos antes (outro anacronismo de El Greco, é o do "Espólio", que se encontra na sacristia da Catedral de Toledo).
Embora haja múltiplas conjeturas para identificar as personagens retratadas, somente se pode afirmar com rotundidade a identidade de duas ou três delas:
- A criança semi-ajoelhada em primeiro plano à nossa esquerda. É Jorge Manuel, o filho de El Greco, quando tinha 10 anos. Um lenço que sai da sua roupa testemunha-o, pois indica a data do seu nascimento.
- O personagem de barba grisalho, ao outro lado da cena, com a face quase de perfil. É Antonio de Covarrubias, um clérigo íntimo de El Greco.

Distinguem-se, a parte terreal e celestial, perfeitamente delimitadas pelo Greco e entre as que deixou um "detalhe" de união entre os dois planos, o crucifixo que preside o enterro.

### A parte terreal
Na parte inferior, encontramos a cena do enterro. O luto e a seriedade nos semblantes destaca-se acima de tudo. Todos os lábios estão selados. Contrasta o tropel com o que se situam as personagens, com a ordem da parte superior. Alguns rostos não estão completos. Podemos distinguir entre as personagens em primeira fileira e a própria de cavaleiros num posterior plano.

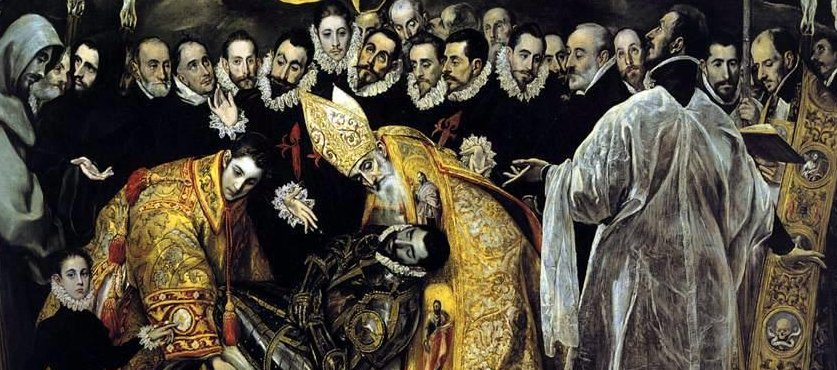
Pormenor da parte terreal.

### Os personagens de primeira fila
- A criança. El Greco retratou o seu filho n´“O Enterro”, vestiu-o de traje de gala. Não parece o lugar indicado para uma criança, que obviamente, não segue a cerimônia com a atenção dos adultos sérios. Pelo que parece, o jogo da criança é reparar sobre a flor da dalmática de Santo Estevão e assinalar-no-la. Embora na realidade, ao melhor, simplesmente o que faz é mostrar-nos à personagem central do quadro. Do seu bolso sai um papel no que se lê “Domenico Theotocopuli 1578”.
- Santo Estevão. Sujeita ao Senhor de Orgaz à esquerda. É o primeiro mártir da Igreja. Representado por um jovem com dalmática diaconal na que leva bordada a cena do seu próprio martírio, fazendo contraste com as pretas vestiduras dos cavaleiros. Na sua dalmática El Greco representa a cena do próprio martírio de Santo Estevão.
- O Senhor de Orgaz. Gonzalo Ruiz de Toledo nasceu nesta cidade em meados do século XIII, foi senhor da vila de Orgaz, prefeito de Toledo e notário maior do rei Dom Sancho o Bravo. É representado com a sua armadura de aço brunido; figura no lugar central inferior do quadro. Vai ser depositado no sepulcro. Sua alma aparece no quadro como se fosse um suspiro introduzido no céu por um canal de nuvens. Cabe destacar-se as ricas sanefas pintadas sobre a armadura. Aqui El Greco prescindiu da sobriedade.
- Santo Agostinho. Sujeita o Senhor de Orgaz à direita. É um dos Padres da Igreja. Ataviado, neste caso, com rico roupagem litúrgica de bispo bordada em ouro, tocado com mitra, também bordada. Na iconografia católica é fácil reconhecer a Santo Agostinho, como ancião, com a sua barba, o seu báculo –que nesta ocasião não leva- e a sua capa. A riqueza da sua capa permite observar que o pintor retratou –de cima para baixo- a são Paulo, Santiago Maior e santa Catarina de Alexandria. É demonstrado que o rosto de Santo Agostinho corresponde ao do Cardeal Quiroga.
- Cura com roquete. De costas, não leva em conta o próprio enterro, contemplando –sem dúvida- como a alma se introduz no céu. Também não é o sacerdote que celebra o enterro. Acredita-se que fosse Pedro Ruiz Durón, ecônomo da paróquia.
- Cura que celebra o responso. Figura revestido como tal, com capa pluvial negra com dourados. Na capa observa-se um retrato de São Tomé com esquadra de carpinteiro, uma caveira negra. Deve representar Dom Andrés Núñez de Madrid, o pároco de Santo Tomé que encomendou a obra a El Greco.
- Personagem que porta a cruz processional. Parece que o rosto corresponde com o beneficiado da paróquia de Santo Tomé Rodrigo de la Fuente.

### Fileira de cavaleiros
Cada um tem expressão própria. Alguns seguem a cerimônia fúnebre com atenção, outros não o fazem, alguns nos olham e outro olha para o céu, como querendo saber para onde se dirige a alma e até mesmo aquele que se encontra distraído ou, talvez, dormido ante tão triste momento. Entre eles há clérigos, nobres e letrados. Estes últimos têm o pescoço volto (entre eles Alonso de Covarrubias), outros são cavaleiros da Ordem de Santiago (pela cruz vermelha bordada na sua peiteira negra).
- O cavaleiro primeiro pela esquerda. Acredita-se que pudesse tratar-se do mordomo da igreja, Juan López de la Quadra.
- Dois monges conversando. Um é franciscano e outro agostinho.
- Outro monge dominicano.
- O cavaleiro que olha de frente, terceiro pela direita, à esquerda do crucifixo. É o outro letrado da composição, pudesse ser Diego de Covarrubias, irmão do supradito Covarrubias, que faleceu em 1577, o que explicaria a sua murcha ancianidade.
- O cavaleiro que olha de frente. Há um cavaleiro, dentro da fila, em cima de são Estevão que olha de frente, sem medo, com a cute branca. À direita do monge dominicano. É um autorretrato de El Greco.
- O cavaleiro de Santiago que mostra as duas mãos. Talvez uma das personagens mais expressivas do quadro. Pode representar a quem fora o descendente do Senhor de Orgaz; outros autores dizem que seria o prefeito de Toledo, por ser a pessoa mais principal dentre os nobres.
- Grupo de cavaleiros. Um pelotão de cabeças de jovens cavaleiros, de preto, com expressão de elegante altivez. Uma galeria de retratos.
- Cavalheiro entre Alonso de Covarrubias e sacerdote com roquete. Francisco de Pisa, um erudito que escreveu a respeito do milagre do senhor de Orgaz.

Alguns autores atrevem-se a identificar entre as personagens ao próprio Miguel de Cervantes, que nesses anos morava em Toledo. Alguns acreditam ver a Manusso, irmão de El Greco, entre os retratados.

### A parte celestial

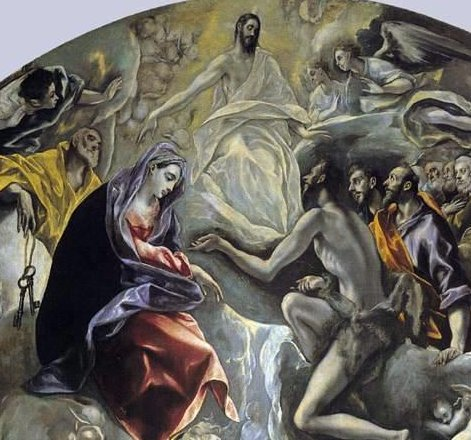
Pormenor da Glória.

Na parte superior persiste a necessária seriedade do momento, rodeados de nublado. Corresponde à construção imaginativa de poetas e artistas. As formas características de El Greco acentuam a beleza do ultraterreno; o tom frio e ao mesmo tempo intenso e deslumbrante da cor e da iluminação sublinham a pertença a outro âmbito.
- Anjo central. Na parte central do quadro aparece o anjo que “se faz cargo” de alma do Senhor de Orgaz, e segurando-a a introduz, entre nuvens, na presença celestial. A alma é representada como uma crisálida, com a forma de criança.
- Jesus Cristo. No lugar com mais luz do quadro. Aparece de jeito glorioso, vestido de branco, como juiz de vivos e mortos, como ordenando a São Pedro que abra as portas do céu.
- A Virgem. Seu gesto é como de acolher maternalmente o Senhor de Orgaz que chega ao céu.
- São João Batista.
- Os bem-aventurados da parte direita. Olham para Jesus Cristo. Aparece o apóstolo Paulo –de violeta-, Santiago Maior, São Tomé – titular da igreja e com a esquadra, a verde e amarelo-. Na fila que começa S. Tomé, encerra-a Filipe II (que não falecera ainda e ao que se quis mostrar como uma falta de ressentimento do pintor pelo monarca que o desdenhara). Nesta embolada de personagens, alguns autores quiseram identificar o papa Sisto V, o arcebispo de Toledo, Gaspar de Quiroga ou um predecessor seu, Juan Pardo de Tavera.
- Grupo tênue. Sob dos bem-aventurados, há um trio de tênues figuras, formado por um homem nu e duas mulheres, uma das quais é Maria Madalena, pelo seu frasco de perfume, a outra mulher poderia ser Marta. E o homem seria Lázaro. Outros falam deste personagem como o de S. Sebastião.
- São Pedro. À esquerda, de amarelo e com as inequívocas chaves na sua mão.
- Os personagens da parte esquerda. Sumam-se à contemplação os principais personagens do Antigo Testamento: O rei David, com a sua harpa; Moisés, com as tábuas da lei e Noé, com a arca.
- Anjo jogando à direita. Sem querer olhar para baixo.
- Almas de crianças à esquerda

## Aspectos pictóricos do quadro
A tradução da assinatura é: “Dominico Theotocopuli, 1578”. Esta corresponde com a data de nascimento do filho de El Greco, não do começo da obra.Tambem no lenço que ele traz no bolso , esta escrito :- "Eu que fiz". Uma alusão bem humorada do artista sobre seu filho 
Alguns autores definiram-na como "não somente a obra fundamental de El Greco, mas a obra mestra de toda a pintura".
El Greco pintou-o em plena maturação artística. Tem rigor arquitetônico e uma unidade extraordinária apesar das duas partes nas quais é dividido. Nesta obra são patentes todos os elementos da linguagem maneirista do pintor: figuras alongadas, corpos vigorosos, escorços inverossímeis, cores brilhantes e ácidos, uso arbitrário de luzes e sombras para marcar as distâncias entre os diferentes planos, etc.
Quando El Greco se instalou em Toledo, atingiu essa maturação pictórica que começara com a sua passagem pela Itália e pelos ateliês dos melhores pintores da época. Foi então que El Greco apontou novas formas onde os corpos se distorcem, se enchem de arroubo místico: as posturas, as olhadas, ...
Com a série de personagens reais contemporâneos incluídos, o quadro representa o primeiro retrato coletivo da história da arte espanhola. E há quem viu na composição completa uma composição clássica: os cavaleiros, verticais na terra, seriam as colunas de um pórtico; sobre eles, um frontão triangular que ficaria formado pelas nuvens que convergem no vértice do Padre.
O quadro tem influências da pintura italiana dos juízos finais, dos "Santos Enterros de Cristo" de Tiziano. Também possui influências do pensamentos da época sobre a construção visionária e idealizada da glória celeste desde o alto.
El Greco incluiu personagens em tamanho real no quadro, quadros dentro do quadro –o martírio de Santo Estevão e os santos das capas pluviais do bispo e o pároco-.
A tela concebia não poucos problemas, até mesmo apesar das medidas que finalmente teve e que não foram escassas e supuseram um desafio para o seu autor. O tamanho e as dificuldades que comportava a realização de tal tela, bem como a brilhante maneira que demonstrou El Greco à hora de resolvê-las, além do prestígio que possuía então.
O autor cingiu-se literalmente ao estipulado no contrato, que obrigava a representar um fato descrito com detalhe. Cumprindo com isso (parte terreal), El Greco representou com mais liberdade a parte celestial, compondo uma cena muito pessoal. A parte superior não se ajusta à realidade visível e as cores não respondem às da própria natureza, o que proporciona ao quadro um interesse acrescentado.
Existe um evidente anacronismo e falta de verosimilitude com a mistura de personagens que na realidade se diferenciam em mais de 200 anos, sem considerar os santos e personagens da parte celestial.
É curioso como El Greco também pinta o Senhor de Orgaz com armadura luxuosa, não humildemente envolvido numa mortalha ou um hábito de mendicante, como era na realidade.
Também é curioso, como consequência do maneirismo, que não existe profundeza na cena, pelo qual não observamos nem plano, nem fundo, nem quase podemos afirmar que a cena seja representada ao ar livre ou no interior de uma cripta.
A luz existe quase exclusivamente na parte superior. Na inferior, a luz provém das vestes.

## O lugar da localização

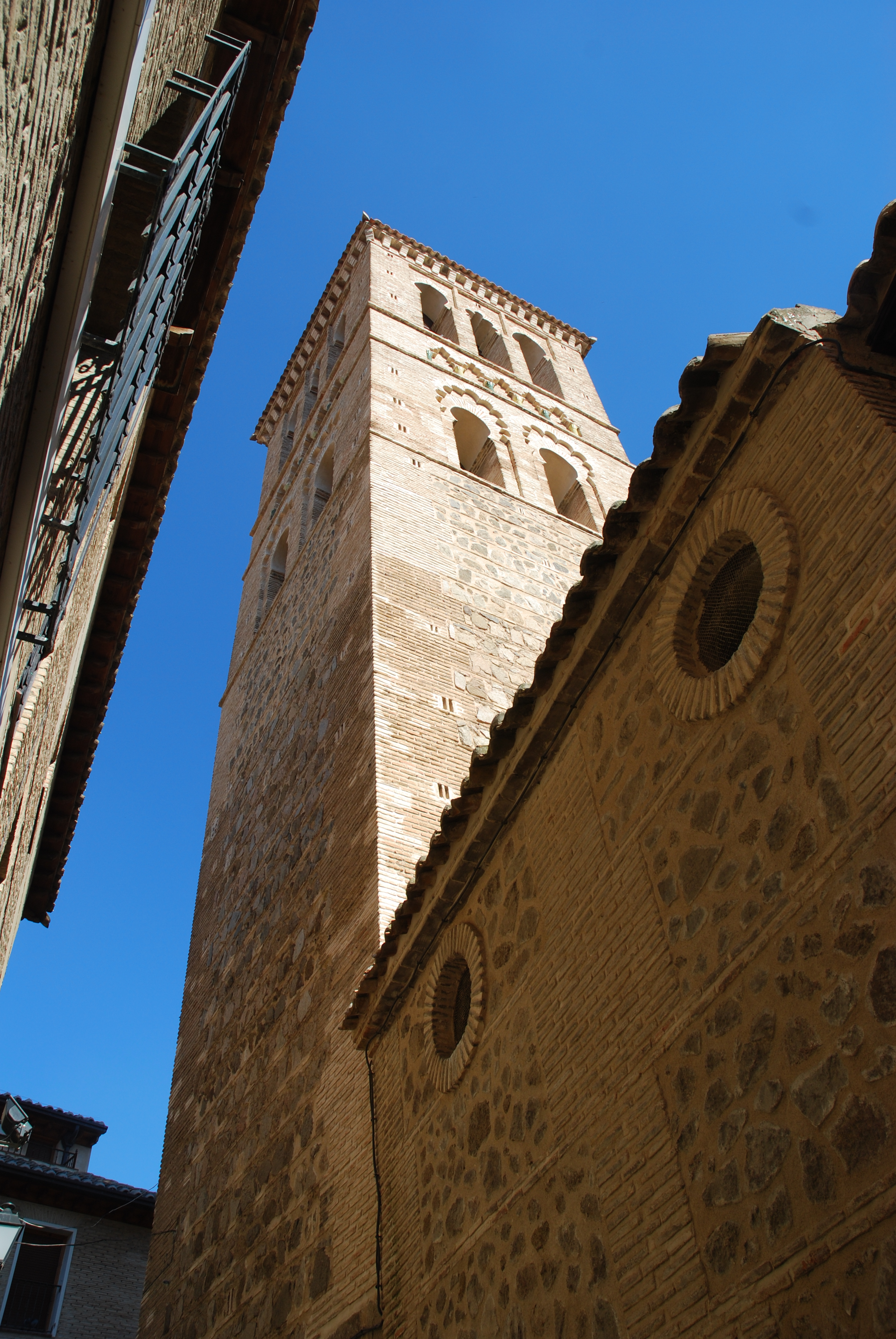
Igreja de Santo Tomé.

O quadro é mantido no seu local original, após quatro séculos. O local da sepultura do senhor de Orgaz foi a capela de Nossa Senhora da Conceição, avocação e imagem que teria presidido a nova estrutura da capela, típica do século XVI, projetada provavelmente pelo mestre da catedral Nicolás Vergara o Moço, como despido e clássico espaço quadrado terminado por uma sepulcral cúpula.
É situado ao pé do templo, embora separado do atual espaço reservado para os atos litúrgicos. Até princípios do século XX, esta zona era separada mediante uma grade e uma cortina. Atualmente, uma separação mais consistente permite a visita desta obra de arte.
Gonzalo Ruiz de Toledo foi enterrado neste mesmo lugar, eleito por ele próprio como a zona mais afastada e humilde da igreja, bem como os materiais da sua sepultura: junto à parede última e apartada do coro e de simples pedra tosca. Aqui se fez uma simples capela até mandar renová-la, 200 anos mais tarde, o pároco Andrés Núñez de Madrid, tornando-a maior e mais formosa, ficando o sepulcro no meio, querendo que o milagre fosse conhecido de todos.

### A igreja
A igreja de Santo Tomé aparece citada no século XII, embora a sua configuração atual fosse acometida em princípios do século XIV pelo próprio S que acrescentou o atual campanário cristão ao antigo minarete muçulmano.
Santo Tomé é uma igreja com uma torre mudéjar, cópia da Igreja de San Román. Contém cerâmica vidrada e incrustações de um nicho visigótico e uma cruz patada. Sua última restauração, em 2000. devolveu o esplendor a uma das torres mais belas de Toledo.
No interior do templo, um retábulo do século XVI, plateresco, e dois barrocos, uma pia batismal de mármore do século XVI, uma bela imagem da Virgem em mármore, do século XIII, três interessantes telas de Tristán, aluno de El Greco e duas preciosas esculturas da escola de Alonso Cano.

## Conservação
Devido nomeadamente a não se ter movimentado do seu local original, o quadro goza de um excelente estado de conservação.
Em 1672 teve uma primeira limpeza.
Em 1943 o quadro continuava gozando de uma conservação adequada, se bem que as suas cores amarelavam devido a um verniz não totalmente transparente.
Em 1975, após um estudo científico, foi acometida uma notável restauração. Além disso, foi desmontado do seu local original e disposto no lugar atual. Foi então separada a estância que ocupa o quadro do templo, eliminando umas cortinas que simplesmente diferenciavam as duas estâncias.